# Erebia sigeion
Erebia sigeion är en fjärilsart som beskrevs av Hans Fruhstorfer 1918. Erebia sigeion ingår i släktet Erebia och familjen praktfjärilar. Inga underarter finns listade i Catalogue of Life.